# 梅田みゆ
梅田 みゆ（うめだ みゆ、2004年〈平成16年〉9月13日 - ）は、日本のタレント、アイドル。女性アイドルグループ・CUTIE STREETのメンバー。メンバーカラーは水色である。熊本県出身。アソビシステム所属。

## 経歴
2020年、「女子高生ミスコン2020」に参加。九州・沖縄エリアのファイナリストに選出される。
2021年4月24日、「JCミスコン2020」・「女子高生ミスコン2020」のファイナリストで構成されたアイドルグループ「A♡Z」にてデビュー。
2022年4月、「今日、好きになりました。初虹編」に出演。
2022年5月、アイドルグループ「Lapilaz」に加入。
2023年11月21日に自身のSNSアカウントにてKAWAII LAB.MATESに加入したことを発表。
その後、2024年7月30日にアソビシステムのアイドルグループ「CUTIE STREET」に加入することが発表され、8月4日に「TOKYO IDOL FESTIVAL 2024」にてデビューした。

## 人物
MBTIはENFP（広報活動家）である。
趣味はカフェ巡り、ヘアアレンジ。
得意料理はオムライス。
メンバーの増田彩乃とは、「A♡Z」時代から長らく一緒にアイドルをやってきた間柄である。
また、中学生の頃、同郷の古澤里紗が憧れの存在で、芸能活動を始めてからも古澤と共演することが目標のひとつであったといい、CUTIE STREETデビューでその夢が叶った暁には梅田自身も驚いたと話している。